# 大衛·艾文
大卫·艾文（英語：David Irving，1938年3月24日—）是一位专注于二战军事史研究的英国右翼作家，因在有关纳粹德国的著作中表达了对第三帝国和反犹主义的同情而广受争议。他撰写了30部涉及该领域的书籍，包括《德累斯顿的毁灭》（1963）、《希特勒的战争》（1977）、《起义！》（1981）、《丘吉尔的战争》（1977）以及《戈培尔，第三帝国的操纵者》（1996）。
自学生时代起，艾文就与极右派和新纳粹主义团体有联系。他曾担任不列颠法西斯联盟创始人奥斯瓦尔德·莫斯利的助手。艾文被认为是当今世界上最具技巧的犹太大屠杀否认论者。
1996年，他控告黛博拉·利普斯塔特和企鹅图书诽谤，但未能成功，从此在学术界声誉扫地。在审理过程中，艾文的大屠杀否认、反犹主义和种族主义观点得到曝光，法庭指称他因“意识形态原因而故意歪曲和篡改历史证据”。
2005年11月11日，奥地利警方根据1989年的逮捕令逮捕了当时在该国境内的艾文。他被指控“（对历史悲剧）持轻视态度，严重淡化和否认大屠杀”，他在法庭上自辩，但仍因违反《1947年禁止法》中否认大屠杀的条款而被判处3年监禁。他于2006年2月至12月在那里服刑完毕。

## 早年生活

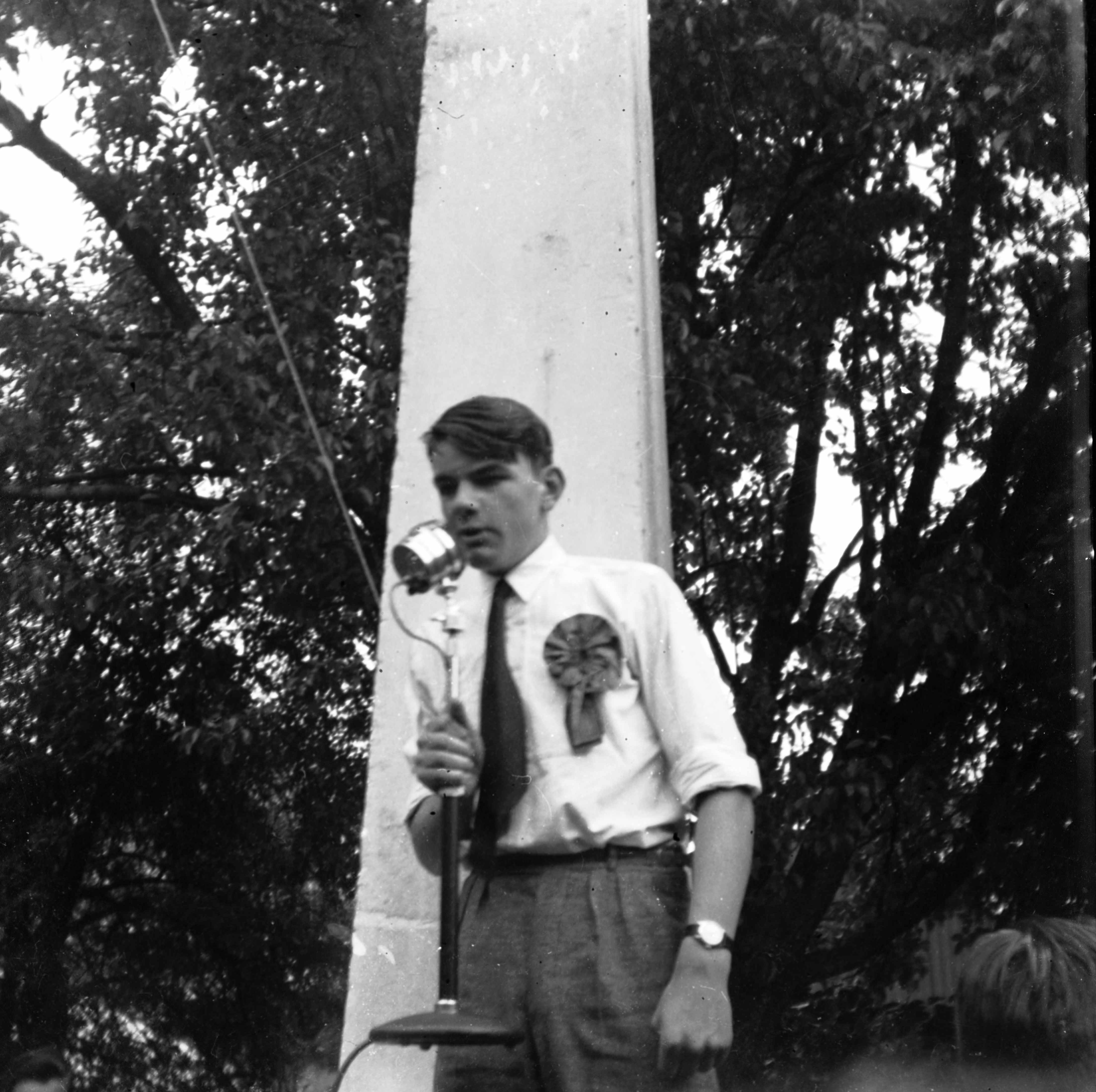
1955年的大卫·艾文

大卫与胞弟都出生在埃塞克斯郡布伦特伍德附近的赫顿。他的父亲约翰·詹姆斯·考德威尔·艾文是皇家海军指挥官，母亲贝里尔是一名插画家。大卫的胞弟尼奇·艾文回忆说“大卫过去常常跑去看那些被炸毁的房子，大喊希特勒万岁（heil Hitler）”，但大卫否认这一点，称其“不真实”。
二战期间，艾文的父亲在HMS爱丁堡轻型巡洋舰上担任军官。1942年5月2日，当他在巴伦支海上护送护卫舰QP-11时，他的船被德国U艇U-456击沉。艾文的父亲幸存了下来，但之后对妻子和几个孩子变得非常粗暴。艾文曾向美国记者罗恩·罗森鲍姆（Ron Rosenbaum）描述了他的童年：“与美国人不同，我们英国人蒙受了很大损失……我们在童年时期没有玩具。我们根本没有童年。我们生活在一个充满敌军的岛屿上”。

## 学生时代
在布伦特伍德学校获得A级证书后，艾文在伦敦帝国学院短暂学习了化学（尽管由于财务原因未能毕业）。通过为学生报纸《Felix》撰稿，他声名鹊起，并于1959年成为伦敦大学嘉年华委员会刊物《嘉年华时代》的编辑。
随后，艾文转至伦敦大学学院攻读政治经济学，但因资金问题而辍学。在大学期间，他曾担任英格兰法西斯主义者奥斯瓦德·莫斯利关于移民问题的辩论助手，并遭受质疑。

## 《德累斯顿的毁灭》
1959年，艾文成为伦敦嘉年华委员会杂志的编辑，随后前往西德，在蒂森钢铁厂担任工人。之后，他移居西班牙，成为一名空军基地职员。期间，他与一名西班牙女子结婚，育有五个孩子。他还撰写了37篇关于盟军轰炸的文章。1963年，他出版了检讨德累斯顿轰炸的著作——《德累斯顿的毁灭》。
在初版中，艾文估计德累斯顿的死亡人数在100,000至500,000之间，比大多数其他出版物中的估计要高。随后的版本中，这一数字被修改为50,000至100,000人。